# Batu Raja Rejang
Batu Raja Rejang is een bestuurslaag in het regentschap Bengkulu Utara van de provincie Bengkulu, Indonesië. Batu Raja Rejang telt 810 inwoners (volkstelling 2010).